# Данлоп, Джон (кёрлингист)
Джон Да́нлоп (англ. John Dunlop; род. 1 марта 1975, Милуоки, Висконсин) — американский кёрлингист.
Играл на позициях первого и второго.

## Достижения
- Чемпионат США по кёрлингу среди мужчин: золото (2000, 2008), серебро (2001, 2005}, бронза (2002).
- Американский олимпийский отбор по кёрлингу: серебро (2001, 2005).
- Континентальный Кубок по кёрлингу (в составе команды Северной Америки): серебро (2008).

## Команды
| Сезон   | Четвёртый   | Третий         | Второй        | Первый        | Запасной                                 | Турниры                       |
| ------- | ----------- | -------------- | ------------- | ------------- | ---------------------------------------- | ----------------------------- |
| 1999—00 | Джон Данлоп | Dave Brown     | Ричард Маскел | John Bartlett |                                          |                               |
| 1999—00 | Крейг Браун | Райан Куинн    | Джон Брант    | Джон Данлоп   | Стив Браун (ЧМ) тренер: Дайан Браун (ЧМ) | ЧСША 2000 · ЧМ 2000 (4 место) |
| 2000—01 | Крейг Браун | Райан Куинн    | Джон Брант    | Джон Данлоп   |                                          | ЧСША/АООК 2001                |
| 2001—02 | Крейг Браун | Даг Поттинджер | Джон Брант    | Джон Данлоп   | Кори Уорд тренер: Стив Браун             | ЧСША 2002                     |
| 2002—03 | Крейг Браун | Даг Поттинджер | Джон Брант    | Джон Данлоп   |                                          |                               |
| 2003—04 | Крейг Браун | Matt Stevens   | Джон Данлоп   | Cody Stevens  | Robert Liapis                            | ЧСША 2004 (4 место)           |
| 2004—05 | Крейг Браун | Matt Stevens   | Джон Данлоп   | Cody Stevens  | Bob Liapis                               | ЧСША/АООК 2005                |
| 2005—06 | Крейг Браун | Matt Stevens   | Cody Stevens  | Джон Данлоп   |                                          | ЧСША 2006 (6 место)           |
| 2006—07 | Джон Данлоп | ?              | ?             | ?             |                                          | ЧСША 2007 (4 место)           |
| 2007—08 | Крейг Браун | Рич Руохонен   | Джон Данлоп   | Пит Эннис     | Кевин Какела (ЧМ) тренер: Стив Браун     | ЧСША 2008 · ЧМ 2008 (7 место) |
| 2008—09 | Крейг Браун | Рич Руохонен   | Джон Данлоп   | Пит Эннис     | Джон Брант                               | ЧСША/АООК 2009 (4 место)      |

(скипы выделены полужирным шрифтом)

## Частная жизнь
Джон Данлоп — кёрлингист как минимум в пятом поколении. Его прадед Джон М. Данлоп (англ. John M. Dunlop) родился в шотландском городе Эр, где его предки до того уже несколько веков играли в кёрлинг. В США годов семья Джона Данлопа приняла участие в создании в штате Висконсин, где проживает и сейчас, кёрлинг-клубов Milwaukee Curling Club (клуб в Милуоки является старейшим кёрлинг-клубом в Соединённых Штатах, создан в середине XIX века) и Wauwatosa Curling Club (создан в 1920-х годах).